# Parti socialiste révolutionnaire (Colombie)
Pour les articles homonymes, voir Parti socialiste révolutionnaire.
Le Parti socialiste révolutionnaire (PSR) est le premier parti politique marxiste de l'histoire de la Colombie. Fondé en 1926, il est dissous en 1930 et remplacé par le Parti communiste colombien.

## Histoire
En mai 1924, un Congreso Nacional Obrero est convoqué à Bogota et met en place la première centrale syndicale du pays, la Confederación Obrera Nacional (es), créée en juillet 1925. L'année suivante, résultat du IIIe Congreso Obrero, le Parti socialiste révolutionnaire est mis sur pied.
Dès janvier 1927, malgré une loi de 1920 qui interdit les grèves dans les services publics, le PSR est impliqué dans différents mouvements sociaux de cheminots et d'ouvriers de l'industrie pétrolière. Le conflit, très dur se termine par une défait des grévistes, notamment face à la Tropical Oil Company, compagnie américaine installée à Barrancabermeja qui licencie plusieurs milliers d'employés. Le leader de ce mouvement est le militant anarcho-syndicaliste Raúl Eduardo Mahecha, qui jouera un rôle de premier plan dans les grèves de la United Fruit Company l'année suivante.
La direction du PSR est partagée entre une aile anarchiste incarnée par María Cano et une aile proche du Komintern incarnée par Tomás Uribe Márquez (es) et Ignacio Torres Giraldo (es). Le climat social explosif de cette fin des années 1920 incite cette direction à déclarer lors d'un congrès réuni à La Dorada en septembre 1927 que « les conditions sociales et politiques d'un soulèvement révolutionnaire sont réunies en Colombie ». Le parti compte alors près de 10 000 membres selon l'estimation de Jacques Humbert-Droz lors de la session du VIe congrès du Komintern d'août 1928. Cette même année, la demande d'affiliation du PSR à l'Internationale communiste est acceptée.
À la fin de l'année 1928, le PSR est à nouveau impliqué dans un mouvement syndical de grande ampleur, cette fois chez les ouvriers de la United Fruit Company, qui produit et exporte des bananes dans la région de Santa Marta depuis 1899. Déclenchée le 11 novembre 1928 à la suite de la rupture des négociations par la direction, qui considère les revendications syndicales illégales, ce mouvement prend rapidement un tour insurrectionnel, les dirigeants locaux du PSR n'hésitant pas à armer les manifestants. Les destructions sont importantes, de même que les exactions sur les personnes, en particulier les contremaîtres les plus détestés. Le conflit se polarise peu à peu sur les transports, avec pour objectifs principaux les nœuds ferroviaires et surtout le port de Santa Marta. L'armée et la police sont mobilisés pour assurer la libre circulation des marchandises.
Le 5 décembre, le leader de la grève Erasmo Coronel Carmona et 29 autres grévistes sont tués par des soldats lors d'une tentative d'assaut de la gare de Sevilla. Le lendemain, les troupes du colonel Carlos Cortés Vargas tirent sur les grévistes qui convergent vers la gare de Ciénaga. Le nombre de victimes fit l'objet de controverses. Il s'établirait entre neuf selon le général Cortés Vargas, jusqu'à plus de 1 000 selon le rapport de l'ambassadeur des États-Unis en Colombie adressé au Département d'État. Le leader gréviste Alberto Catrillón et le politicien Jorge Eliécer Gaitán évaluèrent également à plus de 1 000 le nombre de victimes. Les estimations les plus fiables se situeraient entre 60 et 75 victimes.
Cette répression brutale a raison du mouvement et la grève insurrectionnelle s'arrête, malgré quelques combats désespérés consistant principalement en vengeances sur l'encadrement de la compagnie. Des conseils de guerre sont institués qui condamnent certains leaders de la grève à de lourdes peines de prison. Par ailleurs, les chefs les plus connus du mouvement comme Raúl Eduardo Mahecha ou José Garibaldi Russo, militants de la fraction communiste du PSR, sont forcés de quitter le pays.
En 1929, lors d'une réunion des partis communistes américains à Buenos Aires et à la suite d'une décision du Komintern, un changement de stratégie est décidé pour ce qui concerne la Colombie : la politique de « classe contre classe » est adoptée tandis que la politique de front unique avec le parti libéral adoptée par le PSR est dénoncée comme la cause de l'échec du mouvement des bananeraies. Ce changement de politique est concrétisé en 1930 par la création du Parti communiste colombien, totalement inféodé à l'URSS d'alors. Ses premières actions consistent à marginaliser ou exclure les membres de la direction du PSR comme María Cano, Tomás Uribe Márquez (es) ou Raúl Eduardo Mahecha sous prétexte de putchisme voire de trotskysme. Peu à peu vidé de sa substance, le PSR est remplacé par le Parti communiste, désormais la seule incarnation du marxisme en Colombie.